# Jumbes de Nkhotakota
Les Jumbes de Nkhotakota sont une dynastie de commerçants arabes swahilis basés à Nkhotakota, sur la rive ouest du lac Malawi. Ils pratiquent un commerce caravanier Est-Ouest, échangeant des tissus de la côte swahilie contre de l'ivoire et des esclaves. Ils introduisent l'islam au Malawi et sont les premiers à cultiver du riz et des noix de coco dans la région.

## Histoire
Le fondateur de la dynastie, Salim bin Abdallah, arrive à Nkhotakota vers 1840,. C'est un Arabe de Zanzibar qui est impliqué dans le commerce d'esclaves et d'ivoire à Ujiji et Tabora, dans l'actuelle Tanzanie.
Les Jumbes (qui signifie « Prince ») amènent environ 20 000 esclaves chaque année au port de Kilwa, aujourd'hui en Tanzanie. Les captifs sont gardés à Nkhotakota jusqu'à ce qu'ils soient 1000. Ils sont ensuite expédiés à travers le lac Malawi et forcés de marcher pendant trois à quatre mois jusqu'à leur arrivée au marché aux esclaves de Kilwa où ils sont vendus. L'explorateur et missionnaire écossais David Livingstone est témoin de ce commerce d'esclaves lors de sa visite à Nkhotakota en 1861. En 1864, il établit un traité avec les chefs Jumbe et Chew pour mettre fin à la traite des esclaves. Cependant, malgré ce traité, ce commerce continue.
Les Jumbes se livrent également au commerce de l’ivoire. Ils emploient des chasseurs locaux pour collecter l’ivoire dans les collines à l’ouest de Nkhotakota. En 1889, le commerce des esclaves disparait et les Jumbe tirent la majeure partie de leurs revenus du commerce de l'ivoire. Ses chasseurs rayonnent dans toutes les directions depuis le centre du Malawi. Comme la chefferie de Jumbe se trouve sur la même route commerciale de l'ivoire que la chefferie de Mwase, il y a d'importantes luttes intestines entre les deux.
La dynastie gagne en popularité dans les villages environnants et ces partisans sont invités à se convertir à l'Islam. Salim bin Abdallah se proclame sultan de Marimba exprimant ainsi son allégeance au sultan de Zanzibar. Les Jumbes établissent leur pouvoir par le biais d'un gouvernement indirect, en s'appuyant sur l'autorité des chefs Chewa locaux. Ils encouragent les chefs à envoyer leur enfants mâles au Sultanat de Zanzibar afin qu'ils reçoivent une éducation islamique.
À la fin du XIXe siècle, Nkhotakota est devenu un centre commercial florissant de 6 000 habitants. C'est le principal avant-poste islamique du Nyassaland, la culture du riz s'étend le long des rives du lac.
Le pouvoir des Jumbes est resté incontesté jusqu'à ce qu'Henry Hamilton Johnston affirme l'autorité du protectorat britannique d'Afrique centrale dans cette région. Il entreprend des efforts importants pour mettre fin à la traite des esclaves. Il attaque le dernier Jumbe avec une force sikh en 1894 qu'il fait exiler à Zanzibar.

## Monuments
Certains sites du patrimoine des Jumbes de Nkhotakota peuvent être vus au Malawi. On y trouve notamment la première mosquée construite dans le pays, les tombes des trois premiers Jumbes ainsi que celles de leurs lieutenants. Les figuiers sous lesquels les Jumbe et Livingstone se sont rencontrés et ont convenu de mettre fin à la traite des esclaves sont encore visibles.